# Exomiocarpon
Exomiocarpon é um género botânico pertencente à família Asteraceae.